# Peladilla

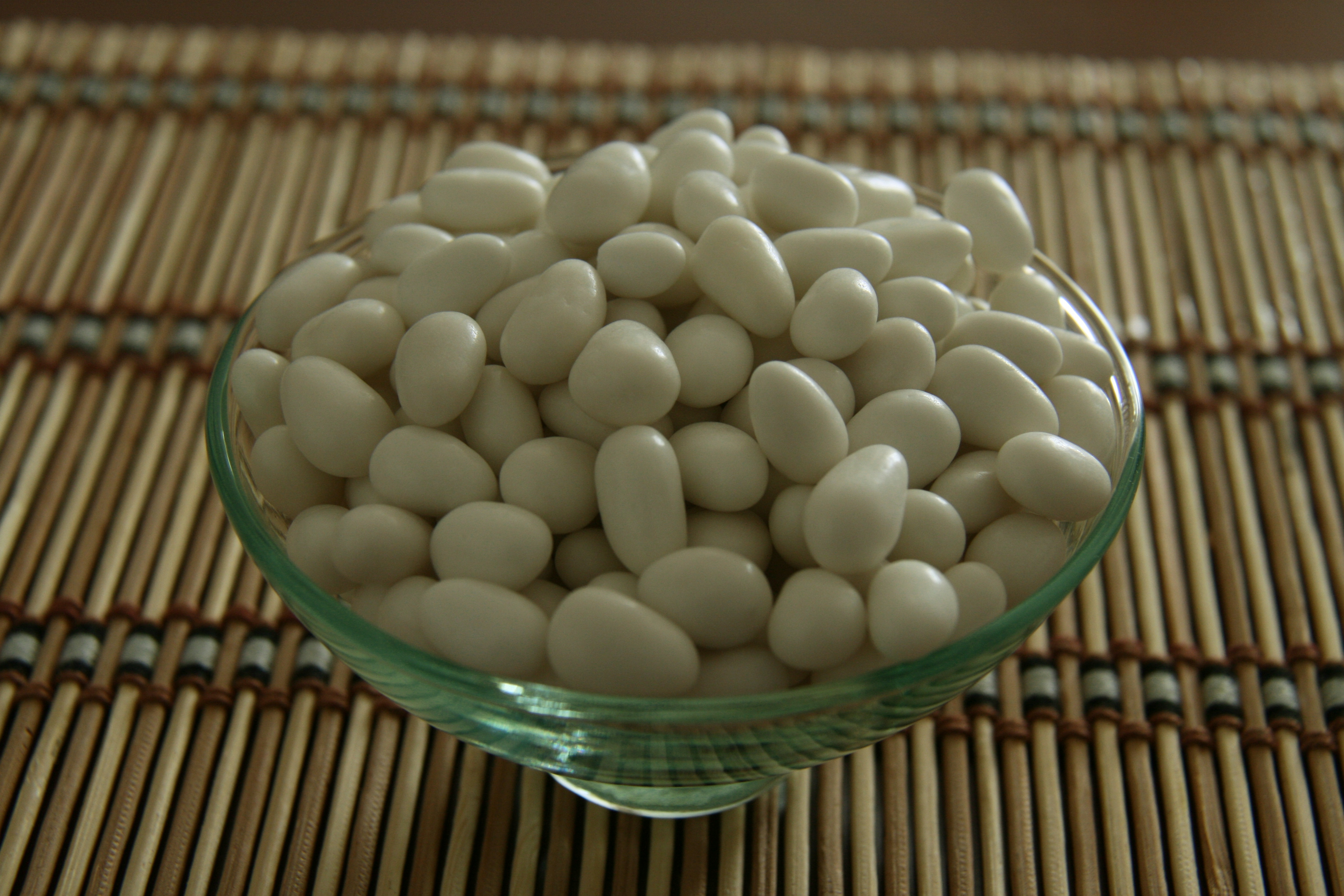
Peladillas.

Les peladillas sont des amandes confites (dragées) typiques de la région de Valence (Espagne). On les sert particulièrement à la période de Noël.

## PeladillasdeCasinos
Casinos (province de Valence) et Alcoy (province d'Alicante) sont les deux principaux centres de production des peladillas en Espagne. La fabrication y est faite selon des méthodes traditionnelles.
Casinos célèbre chaque dernier week-end de novembre la foire de Dulce artesano, peladillas et nougats de Casinos, de grande popularité à un niveau autonome par la qualité de ses produits.
La typologie des peladillas de Casinos est variée, de l'élaboration des peladillas traditionnelles d'amande et de sucre à celles de différents types de chocolats.